# Luc Houtkamp

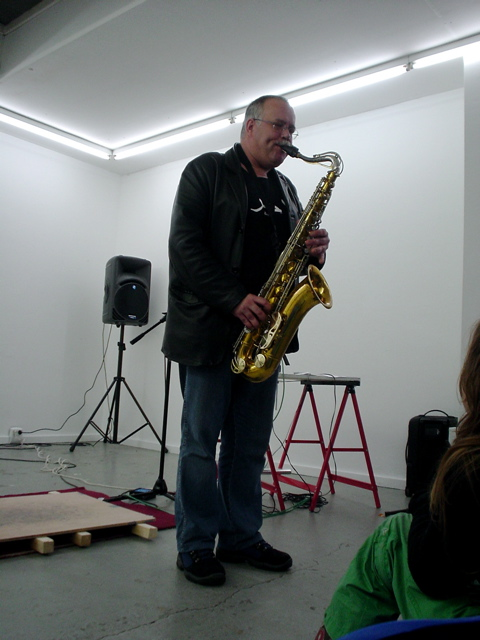
Luc Houtkamp (2006)

Luc Houtkamp (* 4. Dezember 1953 in Den Haag) ist ein niederländischer Saxophonist (Tenor, Sopran), Klarinettist, Computer-Musiker und Komponist des Jazz und improvisierender Musik.

## Leben
Houtkamp spielt seit 1972 Jazzmusik, wobei er anfangs mit Musikern wie Kees Hazevoet (1975) und Sven-Åke Johansson (Duo 1973–1975), Martin van Duynhoven (Quartett 1975–1977) spielte, aber ab den 1970er Jahren auch schon in eigenen Gruppen. In den 1980er Jahren arbeitete er u. a. mit Ernst Reijseger, Han Bennink (dessen Workshop er Anfang der 1970er Jahre besuchte) und Greetje Bijma, in den 1990er Jahren mit Gert-Jan Prins, Johannes Bauer (FOURinONE) und Conrad Bauer, Nicolas Collins, Martin Blume, Ezra Ngcukana und Fred Van Hove. 2000 bis 2001 spielte er im Trio „Compost“ mit Misha Mengelberg und Wiel Conen. Mit Steve Beresford, Martin Blume und Sebi Tramontana legte er das Album Frush (2024) vor.
Seit Mitte der 1980er Jahre entwickelt er Software, die es ihm ermöglicht, in Abhängigkeit vom eigenen Spiel interaktiv mit Computer-erzeugten Tönen zu spielen. Das Computer-Programm analysiert die gerade gespielte Musik und steuert je nach Programm zusätzliche elektronische Instrumente (Synthesizer, Klangprozessoren). Damit hat er mit Musikern wie George Lewis, Peter van Bergen, Wiek Hijmans (Duo 1999 und Duo X-Or 2004) und seinen eigenen Ensembles wie dem 2001 gegründeten POW Ensemble gespielt, die für ihn nach eigenen Worten das Ensemble für die „Kammermusik“ des 21. Jahrhunderts sind. Er hat dafür 2005 ein vierjähriges „Forschungsstipendium“ des holländischen Kultusministeriums bekommen (Sitz des Ensembles ist das Königliche Konservatorium in Den Haag). Dabei arbeitet er auch mit elektronischem Oud und Programmen, die auf Step-Tänzer reagieren.
Auch im Saxophonspiel selbst entwickelte und experimentierte er mit neuen Techniken. Houtkamp hat ein eigenes Label X-Or gegründet.
2004 erhielt er den Boy-Edgar-Preis.